# Buick Standard Six
La Standard Six è un'autovettura prodotta dalla Buick dal 1925 al 1927. Era dotata di un motore a sei cilindri. Nel 1928 il modello mutò nome in  Standard Six Serie 115 mentre l'anno successivo la denominazione cambiò in Serie 116.

## Storia

### Standard Six (1925–1927)
La Standard Six era equipaggiata da un motore a sei cilindri da 3.130 cm³ di cilindrata che erogava 50 CV di potenza a 2.800 giri al minuto. Tra le versioni di carrozzeria e i tipi di allestimento erano disponibili dodici combinazioni. La linea era simile a quella dei modelli Buick precedenti. Nel 1926 furono applicate modifiche al radiatore ed ai fanali. Tra le opzioni era possibile ordinare un motore a sei cilindri da 3.392 cm³ e 60 CV. Nel 1926 le combinazioni di carrozzeria/allestimenti furono ridotto a sei, numero che l'anno successivo crebbe a nove. La Standard Six, nei tre anni in cui fu in commercio, venne prodotta in 312.467 esemplari. 

### Standard Six Serie 115 (1928)
Nel 1928 il modello fu rinominato Standard Six Serie 115. Nell'occasione, non furono registrati cambiamenti di rilievo. I pochi aggiornamenti furono concentrati sui fanali. Nel 1928 gli esemplari prodotti furono 126.820.

### Serie 116 (1929)
Nel 1929 la vettura fu revisionata completamente. Vennero cambiate le dimensioni e fu aggiornata la linea. Fu anche cambiata la denominazione, che diventò Serie 116. Il modello era dotato di un nuovo motore a sei cilindri da 3.918 cm³ e 94 CV. Nonostante i cambiamenti, le vendite non decollarono e si attestarono a 84.119 esemplari commercializzati.